# لاغوا دوس باتوس

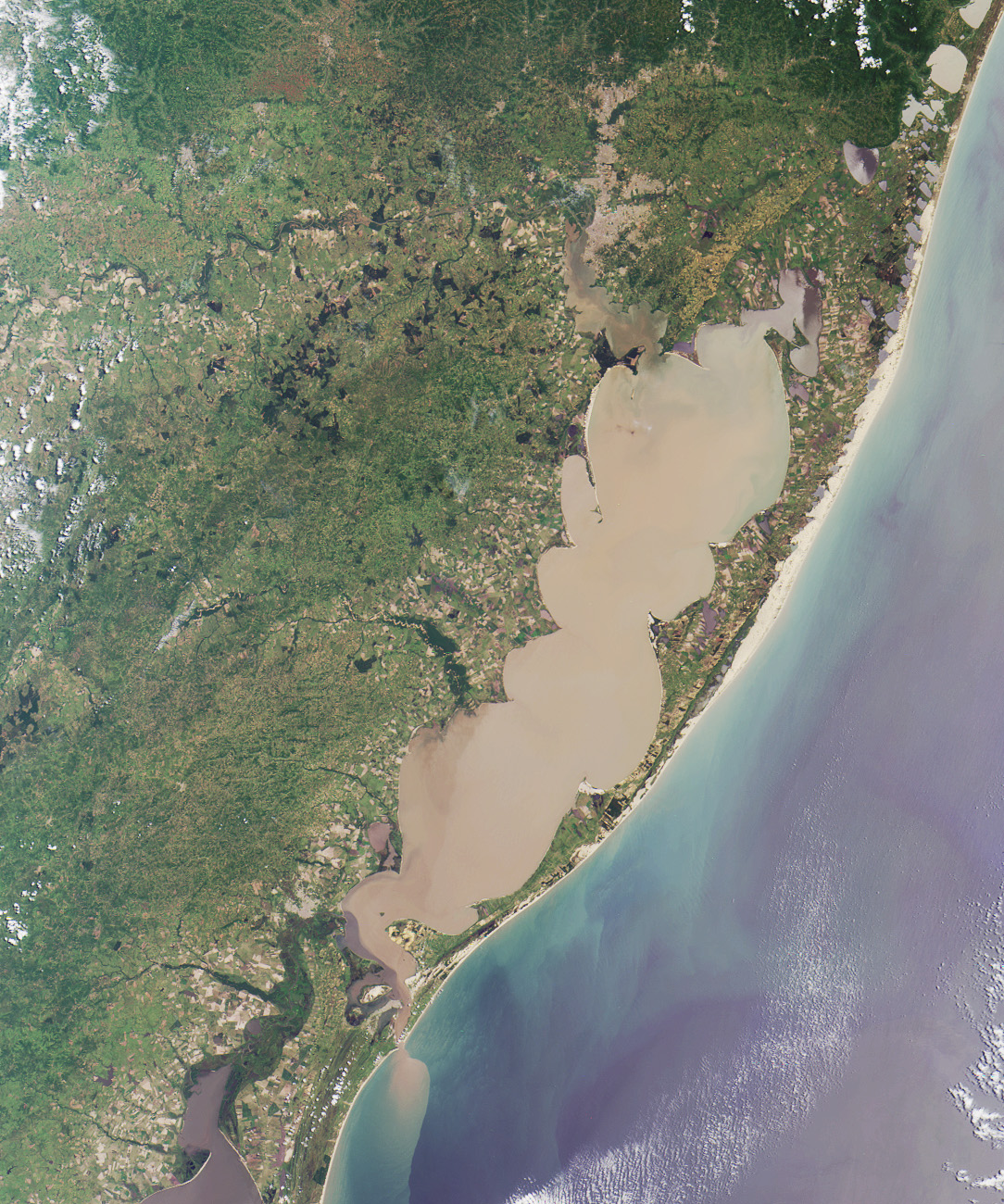
لاجوا دوس باتوس من القمر الصناعي

لاغوا دوس باتوس (Lagoa dos Patos ؛ تلفظ برتغالي: ‎/laˈɡo.ɐ dus ˈpatus/‏ ؛ بالعربية: بُحيرة البط) هي أكبر بُحيرة في البرازيل وأمريكا الجنوبية معاً.  تقع في ولاية ريو غراندي دو سول، جنوب البرازيل. ويغطي مساحة 10,000 كيلومتر مربع (3,900 ميل2) ،  طولها يصل إلى 174 ميل (280 كم) عرضها الأقصى 44 ميلًا (60   كم).
يفصل لاغوا دوس باتوس عن المحيط الأطلسي بواسطة شريط رملي بعرض حوالي 5 أميال (8 كيلومترات)، ويختفي بها نهر جاكوي - غويبا وكاماكوا، بينما تربط قناة ساو غنزالو الصالحة للملاحة بحيرة لاغوا دوس باتوس بـ بحيرة ميريم من الجنوب. يشكل نهر ريو غراندي، الواقع في الطرف الجنوبي من لاغوا دوس باتوس، منفذًا إلى المحيط الأطلسي.
من الواضح أن هذه البحيرة هي بقايا منخفض قديم في الساحل الذي أغلقته الشواطئ الرملية متراكمة بفعل الرياح والتيار. تقع البحيرة الضحلة في مستوى سطح البحر، لكن مياهها تتأثر بالمد والجزر وتبلغ درجة الملوحة مسافة قصيرة فقط فوق منفذ ريو غراندي.  لكن هذا يمكن أن يختلف كثيرًا. في حالات الجفاف والرياح المواتية ، يمكن نقل مياه البحر إلى البحيرة بأكملها تقريبًا.
تستضيف البحيرة تنوعًا حيويًا غنيًا، بما في ذلك أسماك المياه العذبة والمائلة للملوحة، والطيور المائية مثل البجعة السوداء، بجعة كوسكوروبا وطيور الفلامنجو التشيلية.  بعض الأحيان، يمكن رؤية الحيوانات المفترسة الأعلى من النظام البيئي للمحيطات، خاصة دلافين الشائعة قارورية الأنف، في لاغوا دوس باتوس،   كما توجد حيتان الصائب الجنوبية الاستثنائية في منفذ ريو غراندي.  

## المدن والمدن على الساحل

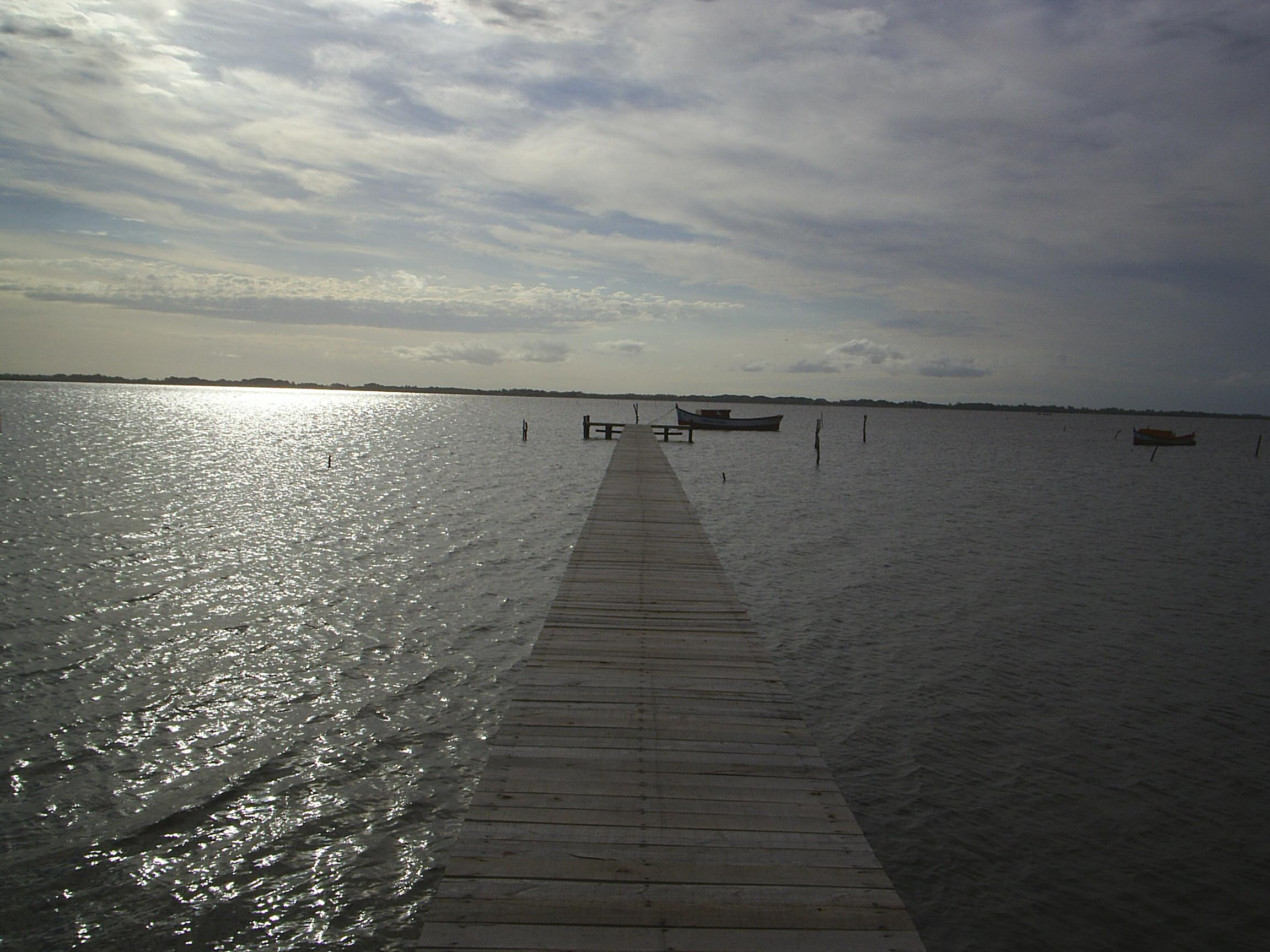
يمتد الرصيف من إلها دوس مارينيروس إلى البحيرة

- ريو غراندي
- بيلوتاس
- ساو لورينكو دو سول